# Länsrätten i Mariestad
Länsrätten i Mariestad var en av Sveriges länsrätter. Dess domkrets omfattade den östra delen av Västra Götalands län, vilken tidigare utgjorde Skaraborgs län. Kansliort var Mariestad. Länsrätten i Mariestad låg under Kammarrätten i Jönköping.

## Domkrets
Eftersom Länsrättens i Mariestad domkrets bestod av den del av Västra Götalands län som förut tillhörde Skaraborgs län, omfattade den Essunga, Falköpings, Grästorps, Gullspångs, Götene, Hjo, Karlsborgs, Lidköpings, Mariestads, Skara, Skövde, Tibro, Tidaholms, Töreboda och Vara kommuner.  Beslut av kommunala myndigheter i dessa kommuner överklagades därför som regel till Länsrätten i Mariestad. Mål om offentlighet och sekretess överklagades dock direkt till Kammarrätten i Jönköping.
Domkretsen för Länsrätten i Mariestad ingår från den 15 februari 2010 domkretsen för Förvaltningsrätten i Jönköping.

## Centrala statliga myndigheter vars beslut överklagades till Länsrätten i Jönköpings län
Beslut av den sedermera nedlagda Djurskyddsmyndigheten överklagades till Länsrätten i Mariestad, eftersom den hade sitt säte i Skara.